# International Brecht Society
Die International Brecht Society (IBS) ist eine internationale Gesellschaft, die Informationen für alle am Leben und Werk Bertolt Brechts Interessierten verbreitet. Sie ist nach dem Vorbild der von Brecht geplanten Diderot-Gesellschaft gestaltet.

## Geschichte
Die Gesellschaft wurde 1970 gegründet. Zu den Gründungsmitgliedern gehörte der Brecht-Spezialist John Willett. Die IBS gab seit 1971 regelmäßig ein Jahrbuch heraus. Die ersten drei Bände (1971–1973) erschienen in deutscher Sprache unter dem Titel Brecht heute. Sie kamen beim Athenäum Verlag heraus. Band 4 bis 10 (1974–1980) kamen beim Suhrkamp Verlag als Das Brecht-Jahrbuch heraus. Seit 1982 wird das Jahrbuch in den USA publiziert und enthält deutsch- und englischsprachige Beiträge. Die Bände 11 bis 13 (1982–1986) kamen bei der Wayne State University Press heraus, die Bände 14 bis 39 (1989–2014) bei der University of Wisconsin Press. Seit Band 40 (2016) erscheint das Jahrbuch bei Camden House Publishing / Boydell & Brewer. Ein großer Teil der Beiträge ist inzwischen auch online zu lesen.
Die IBS veranstaltet auch regelmäßig Symposien zum Thema Brecht. So fand etwa eine Veranstaltung mit dem Titel Brecht in/and Asia im Mai 2010 in der Universität von Hawaii statt, 2006 wurde in Augsburg das Thema Brecht und der Tod beleuchtet und 2003 anlässlich des 75-jährigen Bühnenjubiläums von Aufstieg und Fall der Stadt Mahagonny ein Symposium in Berlin veranstaltet.
Die IBS arbeitet mit verschiedenen anderen Institutionen zusammen. So entsteht z. B. in Kooperation mit dem Bertolt-Brecht-Archiv an der Akademie der Künste in Berlin eine Bibliographie der in englischer Übersetzung publizierten Werke Brechts.
Präsident der Gesellschaft ist Hans-Thies Lehmann.